# Ardices queenslandi
Ardices queenslandi är en fjärilsart som beskrevs av Lucas 1898. Ardices queenslandi ingår i släktet Ardices och familjen björnspinnare. Inga underarter finns listade i Catalogue of Life.